# Sandersville (Mississippi)
Sandersville is een plaats (town) in de Amerikaanse staat Mississippi, en valt bestuurlijk gezien onder Jones County.

## Demografie
Bij de volkstelling in 2000 werd het aantal inwoners vastgesteld op 789.
In 2006 is het aantal inwoners door het United States Census Bureau geschat op 806, een stijging van 17 (2.2%).

## Geografie
Volgens het United States Census Bureau beslaat de plaats een oppervlakte van
12,9 km², waarvan 12,8 km² land en 0,1 km² water. Sandersville ligt op ongeveer 100 m boven zeeniveau.

## Plaatsen in de nabije omgeving
De onderstaande figuur toont nabijgelegen plaatsen in een straal van 32 km rond Sandersville.